# Kurt Higelke
Theodor Kurt Higelke (* 3. Juni 1900 in Landsberg (Warthe); † 1959) war ein deutscher Lehrerfunktionär und nationalsozialistischer Schulpolitiker im Generalgouvernement.

## Leben
Higelke, Sohn eines Schuhmachermeisters, legte 1920 das Volksschullehrerexamen in Schwerin an der Warthe ab und wurde Lehrer in Berliner Volksschulen. Nebenbei holte er das Abitur nach und studierte an der Berliner Universität. Er wurde 1931 als Sympathisant des Nationalsozialismus in den Geschäftsführenden Ausschuss des Deutschen Lehrervereins gewählt und schrieb für die Allgemeine Deutsche Lehrerzeitung. Bereits am 1. Januar 1933 wurde er als Nachfolger von Carl Pretzel Schriftleiter der Lehrerzeitschrift „DDS - Die Deutsche Schule“, in der er ideologische Artikel für den Nationalsozialismus verfasste. Im Verlag Julius Klinkhardt wurde er maßgeblicher Berater für die politische Ausrichtung des pädagogischen Buchprogramms. 1936 wurde er neben dem Berliner Volksschulrektorat an die Hochschule für Lehrerbildung Elbing berufen und veröffentlichte zusammen mit Ernst Dobers rassistische, antisemitische Unterrichtsliteratur. Am 17. August 1937 beantragte er die Aufnahme in die NSDAP und wurde rückwirkend zum 1. Mai desselben Jahres aufgenommen (Mitgliedsnummer 4.361.166). 1940 ging er als Rektor, später Regierungsrat in die Regierung des Generalgouvernements, zuständig für Volksschulen als Referatsleiter in der Abteilung Erziehung, Wissenschaft und Volksbildung. Damit war die Ausschaltung höherer Bildung für Polen verbunden. In der DDS unterstützte er Artikel, die die nationalsozialistische Ostpolitik und die Eindeutschung Polens befürworteten. Ab 1943 wurde er an die Ostfront eingezogen. Nach 1945 wurde er in Schleswig-Holstein interniert und als unbelastet in der Entnazifizierung eingestuft. Ab 1947 unterrichtete er in der Volksschule Gammendorf und versuchte erfolglos wieder Schulrat zu werden.

## Schriften
- mit Ernst Dobers: Rassenpolitische Unterrichtspraxis. Der Rassengedanke in der Unterrichtsgestaltung der Volksschulfächer. Leipzig 1939.
- Neubau der Volksschularbeit. Plan, Stoff u. Gestaltg nach d. Richtlinien d. Reichserziehgsmin. v. 15. Dez. 1939. Unter Mitarb. v. Fachleuten gestaltet. 1940 u.ö.